# Франк-Каменецкий, Виктор Альбертович
Виктор Альбертович Франк-Каменецкий (28 февраля 1915, Вильнa, Российская Империя — 12 мая 1994, Санкт-Петербург, Россия) — советский учёный в области кристаллографии и минералогии, доктор геолого-минералогических наук, профессор Санкт-Петербургского государственного университета.

## Биография
Родился 15 (28) февраля 1915 года в Вильне. Был младшим сыном в семье химика Альберта Григорьевича Франк-Каменецкого (1875—1935) и Ханы (Анны) Абрамовны Аронс (1881—?), дочери виленского купца второй гильдии Абрама Лейбовича Аронса. В Вильно семья жила в Никодимском переулке, д. № 6, позже в Николаевском переулке, д. № 1—64.
В 1916 году семья переехала в Иркутск, где отец впоследствии занимал должность первого декана химического факультета Иркутского университета.
В 1932 году поступил на геологический факультет Ленинградского университета, окончил его в 1937 году по специальности «геохимик-кристаллограф». В том же году поступил в аспирантуру на кафедру кристаллографии, где он проработал всю жизнь.
С началом войны с Финляндией был призван в действующую армию, где прослужил до 1946 года, закончив службу в звании майора, был ранен, награждён орденами и медалями. После ранения, во время блокады приезжал в Ленинград.
В 1946 году вернулся в Ленинград, на кафедру кристаллографии геологического факультета ЛГУ, где окончил аспирантуру и защитил диссертацию на соискание учёной степени кандидата геолого-минералогических наук. Его диссертация была посвящена эпитаксиально-ориентированным минеральным (в том числе глинистым) включениям в кристаллах барита месторождений Северного Кавказа.
Занимался исследованием взаимосвязи кристаллической структуры и морфологии кристаллов барита, изучал структурные и морфологические взаимоотношения минералов куприта и халькопирита. Генетическая кристаллохимия минералов становится основной сферой его интересов.
В 1962 году защитил диссертацию на соискание учёной степени доктора геолого-минералогических наук по этой теме и пишет монографический труд «Природа структурных примесей и включений в минералах» (1964).
Автор нескольких книг, а также (в соавторстве с ближайшими коллегами) около 400 научных статей.
Известность в научном мире ему принесло рентгенографическое исследование глинистых минералов, ему принадлежит научное открытие.
Многие годы [когда?] руководил рентгенометрической лабораторией кафедры кристаллографии геологического факультета ЛГУ/СПбГУ.
С 1968 по 1989 был заведующим кафедрой кристаллографии геофака ЛГУ.
Член редколлегий журналов «Кристаллография», Kristall und Technik (Crystal Research and Technology), Powder Diffraction,.
Преподавал на геологическом факультете ЛГУ/СПбГУ, читал лекции по кристаллографии, кристаллохимии с основами рентгенографии, вёл несколько спецкурсов, считал очень важным приобщение студентов к научной работе.
Его обращение к студентам на страницах газеты «Ленинградский университет» в 1980 г. гласило:
```
«Главное слово моего напутствия — молодежи, студентам и аспирантам, молодым сотрудникам. Желаю им творческого горения в учёбе и науке, двух неразрывно связанных и необходимых элементах университетской жизни, в том, что отличает университетское образование, университетскую науку и создает основу для их развития и совершенствования, для новых успехов всего нашего коллектива. Мне хочется пожелать нашей прекрасной талантливой молодежи, нашим студентам и аспирантам большей активности, смелости, дерзаний в познании избранной отрасли знаний, в более глубоком использовании тех неограниченных возможностей, которые дает университет с его кафедрами и лабораториями, многие из которых являются крупными научно-учебными школами, известными не только в нашей стране, но и во всем мире… Желаю студентам и аспирантам проявлять большую активность в учёбе, смелее внедряться в научное творчество, смелее выбирать актуальные проблемы исследований, совершенствовать деятельность студенческих научных обществ, создавать научные семинары по избранной специальности, быть активной силой в совершенствовании учебного и научного процесса на кафедрах и факультетах. Не будьте пассивными потребителями знаний. Помните, что студенческие годы — годы наиболее эффективного научного творчества, годы становления творцов в науке».
[
5
]
```

В 1948 году вместе с учёными ЛГУ Ольгой Михайловной Римской-Корсаковой и Владимиром Федоровичем Барабановым организовали в Ленинградском Дворце пионеров Клуб юных геологов, работающий до настоящего времени (КЮГ им. акад. В. А. Обручева Санкт-Петербургского городского Дворца творчества юных).
Скончался 12 мая 1994 года в городе Санкт-Петербург.

## Семья
- Братья отца — Захарий Гершонович и Израиль Григорьевич — учёные.
- Старший брат — Давид Альбертович Франк-Каменецкий — физик-теоретик.

Вернувшись в Ленинград после войны, В. А. Франк-Каменецкий женился на Татьяне Александровне Колушевой (?—2008). Дети:
- Ольга Викторовна Франк-Каменецкая — профессор кафедры кристаллографии геологического факультета СПбГУ, доктор геолого-минералогических наук.
- Александр Викторович Франк-Каменецкий — геофизик и исследователь Антарктики.
- Внук — Дмитрий Александрович Франк-Каменецкий, петролог, кандидат геолого-минералогических наук (1998).

## Членство в организациях
- Всесоюзное минералогическое общество, член совета (1976),
- председатель Комиссии по новым минералам,
- возглавлял Комиссию по рентгенографии минерального сырья России,
- член Научного совета АН СССР «Образование и структура кристаллов»,
- член правления Санкт-Петербургского общества естествоиспытателей,
- комиссия по новым минералам Международной минералогической ассоциации,
- комиссия по кристаллографической номенклатуре Международного союза кристаллографов,
- почётный член Международного общества междисциплинарного исследования симметрии (w:en:International Society for the Interdisciplinary Study of Symmetry),
- член минералогических обществ[каких?] Великобритании и Франции.

## Память
В честь Виктора Альбертовича Франк-Каменецкого в 1995 году был назван новый минерал — франкаменит, обнаруженный на месторождении чаррититов Мурунского массива Республики Саха (Якутия). Открытие минерала принадлежит ученикам В. А. Франк-Каменецкого — Ирине Васильевне Рождественской и Лидии Васильевне Никишовой, совместно с сибирскими коллегами.